# Pueltxes
Els pueltxes (del mapudungun: puelche, «gent de l'est») és un dels pobles indígenes de Xile i Argentina que formen part de la cultura tehueltxe. Habitaven valls de les serralades de Xile i l'est de la serralada dels Andes al Puelmapu, actual territori argentí. El nom pueltxe no és un descriptor ètnic, sinó d'ubicació geogràfica, que després va abastar als següents grups:
- aonikenk o txeweltxes (tehueltxes propis)
- gennakenk o günnün-a-künna o gününe küne (llegiu [gɨnɨna kɨnə])
- tehueltxes septentrionals també coneguts com pampes
- het (també anomenats a vegades pampes antics).
- Pueltxes algarrofers
- Ranquels o Rankultxe[2]

Al final del segle xviii els grups pueltxes havien estat delmats per les pestes i epidèmies i els supervivents estaven molt aculturats pels maputxes, de manera que al segle xix els pueltxes eren un grup mixogènic constituït bàsicament per hets (encara que molt maputxitzats o araucanitzats culturalment) amb elements descendents principalment dels günün-a-künna o gennakenk.
Quan es deixa de banda la denominació pueltxe, es classifiquen tots els grups com tehuelxes, dividits així:
- Tehuelxes insulars, a Terra del Foc
  - Selknam (los ones)
  - Man(e)kenk (els haush, barreja d'ones i yamana (a la península Mitre de l'àrea oriental de la isla.
- Tehueltxes de terra:
  - Aonikenk: tehueltxes meridionals, que dominaven des de l'estret de Magalles fins al Chubut (Argentina) i la província de Palena a Xile. Parlaven l'aoniko aish.
  - Chehuache-kénk: tehueltx centrals, que dominaven la serralada dels Andes des del llac Buenos Aires/General Carrera i el llac Fontana fins al llac Nahuel Huapi a l'Argentina, i a Xile la zona d'Osorno, Llanquihue i Palena. Parlaven téushen.
  - Guénena-kéne: tehueltxes septentrionals, que dominaven a l'Argentina al nord del riu Chubut fins al riu Negro, amb incursions fins al sud de la província de Buenos Aires (serra de la Ventana) i el sud-est de la província de La Pampa, i a Xile les valls de la serralada entre Lonquimay i Osorno. Parlen el yájitch.

Avui dia aquesta denominació general tehueltxe s'ha substituït sovint per la dels «kenk» que ve a ser la mateixa, però amb les adaptacions geogràfiques adients a les zones que avui dia ocupen els que encara existeixen.
A la zona del llac Nahuel Huapi a la província de Río Negro i a Xile entre Lonquimay i Província d'Osorno, vivien els puelches del Nahuel Huapi que van ser evangelitzats pel jesuïta Nicolás Mascardi. Van desaparèixer absorbits pels poyes que després van ser maputxitzats.